# PowerBook 1400
A Macintosh PowerBook 1400 hordozható számítógépeket az Apple fejlesztette, gyártotta és forgalmazta 1996. október 1. és 1997. november 10-e között. A gépeket szóban és írásban is szokás PB1400-nak, 1400-asnak említeni – szövegkörnyezettől függően. A PB1400-asból hat verzió létezett. Egyrészt megkülönböztették őket kijelzőjük szerint, erre az 1400 után levő 'c' és 'cs' jelzés utal, a 'c' jelezte a jobb kijelzőjű PB1400-t. Másrészt megkülönböztették a PB1400-asokat  gép órajel értéke (117, 133 vagy 166 – MHz-ben értve) szerint is. A PB1400-as a kedvezőbb árfekvésű hordozható gépe volt az Apple-nek a maga idejében, a PowerBook 3400 volt a cég minden tudását felmutató laptop. Mindkettőt az Apple világban G3-nak nevezett PowerPC processzorú PowerBook G3-sorozat váltotta fel.

## Története
Gil Ameliónak vezérigazgatóvá történő kinevezését követően az első feladata volt a PowerBook 5300 okozta csorba kiköszörülése. A mérnökök visszatértek a tervezőasztalhoz és két új laptopot terveztek a PB5300 utódjának. Visszatérve a korábbi koncepcióhoz, az egyik alacsonyabb árú fogyasztói modell lett volna, amelynél a minőségi és felépítési problémákat oldják meg. A másik a csúcsmodellt, amely végre megadja a PowerBook számára a szükséges sebességet és erőt. Mindkettőt 1996 ősszel tervezték bemutatni, a csúcsmodell nem készült el, így a fejlesztés során Epic kódnevet viselő alsó kategóriás PowerBook 1400 váltotta a PB5300-t, a PowerBook 3400 több hónappal később, 1997 tavasza elején jelent meg.
A PB1400-as első párosa 117 MHz-es PowerPC 603e processzorral készült. A memória és merevlemez méretétől függően az olcsóbb 'cs' jelű gép ára  2500 és 2900 dollár között volt, a 6x vagy 8xCD-ROM-ot is tartalmazó PB1400c ára 3500–4500 dollár volt.
A piacon eltöltött idő alatt a PowerBook 1400 két sebesség gyorsító verziót kapott. Bemutatáskor 117 MHz-es PowerPC 603e processzort kapott, 1997 júliusában egy 133 MHz-re gyorsult a processzor, pár hónappal később 117 MHz-es processzorral kínálták. Az utolsó PB1400cs/166 1997. október 15-én került forgalomba, és november 10-én már be is szüntette a gép árusítását az Apple, az egyik legrövidebb ideig forgalmazott gépe lett ez a cégnek. A megszüntetés oka a PowerBook G3-as bemutatása volt, az Apple nem kívánta a vevőket döntési helyzetbe hozni.

## Jellemzők
A PB1400-asnak laposabb, dobozosabb háza volt, mint elődjének, annál kissé vékonyabb volt. A PB1400-as háza fél hüvelykkel mélyebb lett, ez végre lehetővé tette az Apple számára, hogy CD-ROM-meghajtót tegyen a bővítőrekeszbe. A bővítőrekeszt a ház oldaláról az elejére helyezték át, ez problémássá tette a CD-ROM kinyitását szűk helyeken, például repülőgépen. A PB1400 egyike volt azon kevés Maceknek, amelyek nem tudtak CD-ről indítani. A bővítőrekeszbe nem csak CD-ROM volt helyezhető, hanem bármilyen más meghajtó, 3,5 hüvelykes 3,5 hüvelykes hajlékonylemez- vagy Zip-meghajtó. De nem volt kompatibilis a PB5300-hoz tervezett elemekkel, mert annak a gépnek kisebb volt a bővítőhelye. Érdekesség, hogy a bővítőrekeszbe egy extra akkumulátor is befért, de a rekesz ekkor szigorúan csak tárolóként szolgált, mivel nem voltak benne csatlakozók.
A PowerBook 1400 nagyobb, 11,3 hüvelykes színes képernyőt kapott 800 x 600 pixeles felbontással. 
A 'cs' jelzésű PB1400-asok passzív mátrix (FSTN), az 'c' jelűek pedig a jobb aktív mátrix kijelzővel (TFT) rendelkeztek.
Visszatért az érintés és húzás a trackpadre – ezek a képességek akkoriban nem voltak általánosak a hordozható gépeknél. A  szilárd és érzékeny billentyűzet az egyik legjobb volt a PowerBookok történetében. A PB1400 házának felső, monitor fedő része cserélhető volt, korában számos gyártó készített dizájnos PowerBook borítót.
A PB1400-zal kijavították az előd PB5300 számos hibáját, de a processzor gyenge teljesítménye megmaradt, legalábbis a PB1400 alapmodellnél. A gyenge teljesítmény oka az L2 gyorsítótár hiánya volt, bár a PB1400 alapmodell a 117 MHz-es PowerPC 603e processzorral olyan gyors volt, mint a csúcs PowerBook 5300ce. Az ügyfeleknek három hónapot kellett várniuk, hogy 1997. januárjától megvásárolhassák a 133 MHz-es modellt, amelynek része volt a 128 kB-es L2 gyorsítótár. Ez körülbelül harminc százalékkal növelte a gép teljesítményét. Bölcs előrelátásra utal, hogy az Apple egy leánykártyára helyezte a CPU-t, hasonlóan a PowerBook 500-sorozathoz. Ez lehetővé tette harmadik gyártók számára, hogy frissített 603e CPU-kat értékesítsenek a teljesítmény növelése érdekében. A processzoron kívül az akkumulátort is megörökölte a PB1400, így ugyanazt az öregedő NiMH-akkumulátor-technológiát használta, mint a PB5300.

## Értékelések
Összességében a Macworld ambivalens volt az 1400-assal kapcsolatban, és kijelentette, hogy „teljesen új dizájnja van, nem feszegeti sem a technológiai korlátokat, sem a teljesítmény határait”. „Jól megtervezett notebook, [amelyből] hiányzik az igazi innováció”. Összességében a magazinnak tetszett a CD-ROM-meghajtó, a nagyobb kijelző, a további (bár kissé bonyolult) bővíthetőség, a fizikailag szilárd kialakítás, az új billentyűzet és a szoftverhibák hiánya, amelyek az 5300-at sújtották. "... épp úgy elkerülték az 5300-as és 190-es vaskos megjelenését, mind a többi laptop unalmas dobozosságát” – írta a magazin. Pontokat vesztett a PB1400 azokért az összetevőkért, amelyeket az Apple nem javított elődjéhez képest, nevezetesen a rosszul teljesítő CPU, az inkompatibilis infravörös port és a GeoPort soros portok hiánya. A Macworld a 117 MHz-es 1400c-t és a cs-t 10-ből 6,4 pontra értékelte.
Az 1400-as rossz időzítéstől szenvedett. Az Apple alsó kategóriás notebookjának szánták, így nem a teljesítmény és a technológiai boríték növelése volt a cél. Ha az Apple csúcskategóriás notebookja (a PB3400c) az eredeti tervekkel egyidőben készült volna el és adták volna ki, az 1400 jobban teljesíthetett volna a kritikákban. Csúcskategóriás unokatestvér nélkül az 1400-at olyan igények kielégítésére késztették, amelyekre nem tervezték.

## Technikai adatok táblázatban
A táblázat nem tartalmazza az összes műszaki paramétert. Az egyes modelleknél a bemutatáskor érvényes adatokat soroljuk fel, a későbbi frissítéseket nem. Az adatok az Apple adatlapjáról származnak, a hiányzó adatok – egyes gépeknél a kivezetés időpontja, az összes kijelző adat, üzemóra adat... – a MacTracker alkalmazásból valók.

| Gép nevebemutatva kivezetve                      | Méretmagasság szélesség mélység súly | Processzorprocesszor órajel, mag L1 és L2 cache PMMU FPU               | Háttértármerevlemezkülső adathordozó       | Eredeti operációs rendszer | Memóriaalap max. @sebességhely                                          | Kijelzőfizikai méret, legjobb felbontás                      | Tápmax. teljesítmény, akkumulátoros üzemidő (becslés) | Csatlakozók                                                                                     |
| ------------------------------------------------ | ------------------------------------ | ---------------------------------------------------------------------- | ------------------------------------------ | -------------------------- | ----------------------------------------------------------------------- | ------------------------------------------------------------ | ----------------------------------------------------- | ----------------------------------------------------------------------------------------------- |
| PowerBook 1400cs/1171996 okt. 1. 1997. júl. 14.  | 5,08 mm 29,21 mm 22,86 mm 3,02 kg    | PowerPC 603e @117 MHz L1:32K PMMU: integrálva FPU: integrálva          | Floppy: 1.44MBHD: 750MB, 1GB (ATA)6x, 8xCD | System 7.5.3 ROM: 4MB      | Alaplapon: 12, 16 MB @70ns max: 12 MB – 64 MBegy hely: 8-24 MB-os modul | Alaplapon: 11.3" DualScan color (FSTN) 800 x 600 képpont     | Max: 45W, 1,875A 81,57 Wh, 2-4 óra                    | * ADB: 1 * nyomtató: 1 * hang: van * videó: 1 opt. mini-15 * SCSI: 1 HDI-30 * mikrofon: Line in |
| PowerBook 1400c/1171996 okt. 1. 1997. júl. 14.   | 5,08 mm 29,21 mm 22,86 mm 2,97 kg    | PowerPC 603e @117 MHz L1:32K PMMU: integrálva FPU: integrálva          | Floppy: 1.44MBHD: 1GB (ATA)6xCD            | System 7.5.3 ROM: 4MB      | Alaplapon: 16MB @70ns max: 32 MB – 64 MBegy hely: 8-24 MB-os modul      | Alaplapon: 11.3" active-matrix color (TFT) 800 x 600 képpont | Max: 45W, 1,875A 81,57 Wh, 2-4 óra                    | * ADB: 1 * nyomtató: 1 * hang: van * videó: 1 opt. mini-15 * SCSI: 1 HDI-30 * mikrofon: Line in |
| PowerBook 1400cs/1331997 máj. 19. 1997. nov. 10. | 5,08 mm 29,21 mm 22,86 mm 3,02 kg    | PowerPC 603e @133 MHz L1:32K, L2:128K PMMU: integrálva FPU: integrálva | Floppy: 1.44MBHD: 1.3GB (ATA)8xCD          | System 7.6.1 ROM: 4MB      | Alaplapon: 16 MB @70ns max: 16 MB – 64 MBegy hely: 8-24 MB-os modul     | Alaplapon: 11.3" DualScan color (FSTN) 800 x 600 képpont     | Max: 45W, 1,875A 81,57 Wh, 2-4 óra                    | * ADB: 1 * nyomtató: 1 * hang: van * videó: 1 opt. mini-15 * SCSI: 1 HDI-30 * mikrofon: Line In |
| PowerBook 1400c/1331996 okt. 1. 1997. nov. 10.   | 5,08 mm 29,21 mm 22,86 mm 2,97 kg    | PowerPC 603e @133 MHz L1:32K, L2:128K PMMU: integrálva FPU: integrálva | Floppy: 1.44MBHD: 1, 1.3GB (ATA)6x, 8xCD   | System 7.5.3 ROM: 4MB      | Alaplapon: 16 MB @70ns max: 16 MB – 64 MBegy hely: 8-24 MB-os modul     | Alaplapon: 11.3" active-matrix color (TFT) 800 x 600 képpont | Max: 45W, 1,875A 81,57 Wh, 2-4 óra                    | * ADB: 1 * nyomtató: 1 * hang: van * videó: 1 opt. mini-15 * SCSI: 1 HDI-30 * mikrofon: Line in |
| PowerBook 1400cs/1661997 okt. 15. 1997. nov. 10. | 15,24 mm 29,21 mm 22,86 mm 2,97 kg   | PowerPC 603e @166 MHz L1:32K, L2:128K PMMU: integrálva FPU: integrálva | Floppy: 1.44MBHD: 1.3GB (ATA)12xCD         | System 8.0 ROM: 4MB        | Alaplapon: 16 MB @70ns max: 16 MB – 64 MBegy hely: 8-24 MB-os modul     | Alaplapon: 11.3" DualScan color (FSTN) 800 x 600 képpont     | Max: 45W, 1,875A 81,57 Wh, 2-4 óra                    | * ADB: 1 * nyomtató: 1 * hang: van * videó: 1 opt. mini-15 * SCSI: 1 HDI-30 * mikrofon: Line In |
| PowerBook 1400c/1661997 júl. 14. 1997. nov. 10.  | 5,08 mm 29,21 mm 22,86 mm 2,97 kg    | PowerPC 603e @166 MHz L1:32K, L2:128K PMMU: integrálva FPU: integrálva | Floppy: 1.44MBHD: 2GB (ATA)8xCD            | System 7.6.1 ROM: 4MB      | Alaplapon: 16 MB @70ns max: 16 MB – 64 MBegy hely: 8-24MB-os modul      | Alaplapon: 11.3" active-matrix color (TFT) 800 x 600 képpont | Max: 45W, 1,875A 81,57 Wh, 2-4 óra                    | * ADB: 1 * nyomtató: 1 * hang: van * videó: 1 opt. mini-15 * SCSI: 1 HDI-30 * mikrofon: Line In |

## PowerBook számítógépek az időben
| PowerBook és iBook számítógépek idővonalon |
| --- |
| A grafikon adatai utoljára 2023. december 19-én frissültek. A szín sötétebb változata az egymást követő gépek megkülönböztetését szolgálja. A színek kezdete a bemutató időpontja, a forgalmazás több esetben is hónapokkal később kezdődött. Megeshet, hogy egy csík végét kitakarja egy másik csík eleje. Előfordul, hogy a gyártás befejezését követően még egy ideig forgalomban marad a Mac adott verziója. Az adatok forrása a Jegyzetekben található. |